# Antonio Vaquero Poblador
Antonio Vaquero Poblador (Badajoz, 25 de marzo de 1933-ibidem, 3 de febrero de 2004) fue un pintor e ilustrador español de corte expresionista, básicamente autodidacta, considerado por el historiador y crítico de Arte Juan Antonio Gaya Nuño como un artista «auténtico en marcha ascensional, cuya obra es superior al promedio de cuanto se ve hoy [1959] por Madrid».Sergio Antonio Rodríguez Prieto
Junto con Francisco Pedraja y Guillermo Silveira, formó parte del reducido grupo de artistas afincados en Badajoz, caracterizados por su deseo de incorporar la pintura extremeña de mediados del siglo XX –representada casi en exclusiva por el costumbrismo realista de Eugenio Hermoso y Adelardo Covarsí– al Arte de vanguardia del momento, a la que aportó su particular predilección por la representación de escenas tabernarias, paisajes urbanos de Europa del Norte, donde residió de forma discontinua a lo largo de los años 60 y 70, mendigos, niños pobres, campesinos, varias piezas de iconografía religiosa, desnudos, etc.
En su faceta de ilustrador, colaboró asiduamente en la publicación de antologías y obras específicas de autores representativos del mundo literario de la Extremadura de la época como Ángelus – Primera antología de poetas pacenses (Zafra: Diputación Provincial. 1960), Jesús Delgado Valhondo (Primera antología. Badajoz: Diputación Provincial. 1961), Manuel Pacheco (Todavía está todo todavía. Orense: Colección Marina. 1960. Poemas para leer la pintura de Vaquero Poblador. Badajoz: Bartolomé Gil Santacruz. 1991…) o el escritor y crítico de Arte del diario Hoy Antonio Zoido (Niño y Dios. Caja de Badajoz. 1985).
Como profesor de Paisaje, se incorporó al claustro de la «Escuela de Artes y Oficios Artísticos Adelardo Covarsí» de Badajoz en 1984, de la que llegó a ser director en febrero de 1989.
En el conjunto de las numerosas muestras individuales celebradas hasta ahora, destacan las dos exposiciones antológicas organizadas en la capital pacense en enero de 1989, es decir, en vida del autor y, con carácter póstumo, de septiembre a noviembre de 2007, en las que se presentaron obras realizadas entre 1955 y 1988 y desde los años 50 hasta comienzos del siglo XXI, respectivamente.
Entre otros galardones, obtuvo Tercer Premio del Concurso de Pintura al Aire Libre (Badajoz, 1956), Medalla de Plata del I Concurso Regional de Pintores Extremeños (Badajoz, 1957), Primer Premio de Pintura del VIII Concurso Provincial de Arte de la Obra Sindical de Educación y Descanso (Badajoz, 1958), Premio Especial de la XII Exposición Nacional de Pintura (Málaga, 1959), ganador del I Premio Internacional de Pintura Borinage (Bruselas, 1964), de un accésit del III Concurso de Pintura Eugenio Hermoso por Taberna, 1979. Óleo sobre lienzo, 64 x 81 cm (Fregenal de la Sierra (Badajoz), diciembre de 1984) o del Premio Nacional de Pintura Adelardo Covarsí por Figuras de otoño, 1986. Óleo sobre lienzo, 116 x 89 cm (Badajoz, febrero de 1987).
Para el antes mencionado Antonio Zoido, su tercera exposición en Badajoz (Casa de la Cultura de la Plaza de Minayo, noviembre de 1959), «de un impresionismo nervudo y armonioso», constituyó un «clarinazo de indudable inquietud» en el contexto del panorama plástico local de aquel entonces.
Por su parte, con motivo de la muestra colectiva «Siete Artistas Extremeños de Vanguardia», celebrada en la sala de exposiciones de la Sociedad de Instrucción y Recreo Liceo de Mérida en marzo de 1965, el periodista Santos Díaz Santillana escribió de los cuadros presentados:

Hacía mucho que no contemplábamos un cuadro de Antonio Vaquero Poblador. […] a nuestro juicio, a pesar de que sea también un viajero de todos los caminos del Arte, ha cuajado ya en su manera definitiva. Presenta tan solo tres cuadros: Desocupados
–chef-d'œuvre de la exposición–, Elda y Campesino. Al primero de los citados, magnífico de calidades, de dibujo, de color, de expresión, si acaso le sobra algo es el título, que deja cierto regusto anecdótico de evocación literaria, innecesario, ya que de por sí reúne sobrados valores plásticos. Elda –maravillosos ojos– es de un neoimpresionismo de gran riqueza de colorido. Campesino, muy bien asimismo de dibujo y color, habla por sí solo de lo que es, sin precisar tampoco título, Vaquero Poblador. Ha vendido dos de las tres obras. Éxito innegable.

En lo personal, según la profesora Rodríguez Prieto, «era un contestatario contra todo aquello con lo que no estaba de acuerdo; que, de forma sincera y natural, nunca tuvo inconveniente en que sus opiniones fuesen conocidas e incluso publicadas».
Dentro de la misma línea, A. Cortés lo definió como «el primer hippy de Extremadura».

## Biografía

### Origen y aprendizaje (1933-años 50)
Antonio Vaquero Poblador fue el segundo hijo varón del matrimonio formado por el teniente de Infantería retirado Antonio Vaquero Marcos (f. 1959) y Elvira Poblador Nieto
(f. 1980), naturales de los municipios cacereños de Torrecillas de la Tiesa y Logrosán y residentes en Badajoz, más concretamente en la vivienda n.º 56 de la céntrica calle José «de Gabriel» Estenoz, en que nació a las 22:00 horas del 25 de marzo de 1933.
|  |                          |  |  |  |  |  |  |  |  |  |  |  |  |  |  |  |
|  | José Vaquero             |  |  |  |  |  |  |  |  |  |  |  |  |  |  |  |
|  |                          |  |  |  |  |  |  |  |  |  |  |  |  |  |  |  |
|  |                          |  |  |  |  |  |  |  |  |  |  |  |  |  |  |  |
|  | Antonio Vaquero Marcos   |  |  |  |  |  |  |  |  |  |  |  |  |  |  |  |
|  |                          |  |  |  |  |  |  |  |  |  |  |  |  |  |  |  |
|  |                          |  |  |  |  |  |  |  |  |  |  |  |  |  |  |  |
|  | Paula Marcos             |  |  |  |  |  |  |  |  |  |  |  |  |  |  |  |
|  |                          |  |  |  |  |  |  |  |  |  |  |  |  |  |  |  |
|  |                          |  |  |  |  |  |  |  |  |  |  |  |  |  |  |  |
|  | Antonio Vaquero Poblador |  |  |  |  |  |  |  |  |  |  |  |  |  |  |  |
|  |                          |  |  |  |  |  |  |  |  |  |  |  |  |  |  |  |
|  |                          |  |  |  |  |  |  |  |  |  |  |  |  |  |  |  |
|  | Juan Poblador            |  |  |  |  |  |  |  |  |  |  |  |  |  |  |  |
|  |                          |  |  |  |  |  |  |  |  |  |  |  |  |  |  |  |
|  |                          |  |  |  |  |  |  |  |  |  |  |  |  |  |  |  |
|  | Elvira Poblador Nieto    |  |  |  |  |  |  |  |  |  |  |  |  |  |  |  |
|  |                          |  |  |  |  |  |  |  |  |  |  |  |  |  |  |  |
|  |                          |  |  |  |  |  |  |  |  |  |  |  |  |  |  |  |
|  | Ana Nieto                |  |  |  |  |  |  |  |  |  |  |  |  |  |  |  |
|  |                          |  |  |  |  |  |  |  |  |  |  |  |  |  |  |  |
|  |                          |  |  |  |  |  |  |  |  |  |  |  |  |  |  |  |

Tras la Guerra Civil Española (1942), se trasladó con sus padres y su hermano César a Madrid, donde al año siguiente comenzó el Bachillerato Superior en el afamado Instituto San Isidro, si bien no perdieron el contacto con la capital pacense, a la que volvieron definitivamente a comienzos de la década de los 50.
A pesar de no existir en la familia precedentes artísticos claros, el joven mostró desde muy temprana edad una notable inclinación por el dibujo y el mundo del Arte y el espectáculo en general, lo que apenas instalado nuevamente en Badajoz lo llevó a relacionarse con no pocos de los personajes más conocidos del ambiente cultural y artístico de la ciudad, entre los que cabe mencionar a los también pintores Francisco Pedraja o Guillermo Silveira, el escritor José López Prudencio y, muy especialmente, el poeta y prosista Manuel Pacheco, que «será el responsable de abrir sus ojos al Arte, así como de alentarle y apoyarle en su búsqueda de un espacio, sobre todo en los difíciles inicios», que con regularidad se reunían en las instalaciones de Radio Badajoz, los salones de la Real Sociedad Económica de Amigos del País, los martes, o la emblemática tertulia de Esperanza Segura Covarsí (sobrina del pintor), los sábados, más conocida por esta circunstancia como «el Club de los Sabáticos».
También por entonces, trabajó como escenógrafo en el grupo teatral «El Retablo», fundado en Badajoz en 1953, formó parte del cuarteto musical «Tlacotalpan» y, más tarde, del dúo «Los Anva», intervino de extra en el rodaje de la película de 1957 La guerra empieza en Cuba…, al mismo tiempo que participó en diversas convocatorias tanto regionales como nacionales, en las que obtuvo sus primeras recompensas: Tercer Premio del Concurso de Pintura al Aire Libre (Badajoz, 1956), Medalla de Plata del I Concurso Regional de Pintores Extremeños (Badajoz, 1957), Primer Premio de Pintura del VIII Concurso Provincial de Arte por una obra titulada La calle (Badajoz, 1958), Premio Especial de la XII Exposición Nacional de Pintura (Málaga, 1959), entre otros.
Respecto a su paralela formación estrictamente técnica, si bien se consideró a sí mismo un pintor «autodidacta», las diversas fuentes consultadas coinciden en señalar que Vaquero Poblador no negó en ningún momento la influencia educativa del bodegonista Luis Ortiz Pizarro (Badajoz, 1883-1965), discípulo a su vez de Felipe Checa, con el que aprendió los rudimentos de la pintura al óleo, más efectiva, al menos, que la que se llevaba a cabo por entonces en la Real Escuela Superior de Bellas Artes de San Fernando de Madrid, que dejó solo dos años después de comenzar los estudios, según él, desengañado de los métodos didácticos del centro.

### Segunda etapa (años 60-70)
Pero sin duda el trabajo que le supuso una mayor notoriedad artística fue la realización en 1961 de un total de sesenta pinturas de gran formato (solo quince medían algo más de 41 m² a razón de 122 x 225 cm cada una) para la decoración de varias dependencias del antiguo Hotel Emperatriz de Mérida, inspiradas en la Augusta Emerita romana y la cultura azteca, en torno a la figura del extremeño Hernán Cortés y la colonización de México, visible en el encargo en fechas inmediatas de nuevas obras de temas y tamaños similares.
Comenzaron en ese momento una larga serie de viajes, principalmente a lo largo de los años 60 y 70, por Francia, donde estudió durante una temporada con el conocido pintor y grabador Bernard Buffet (1928-1999), Alemania, Bélgica (1961), Países Bajos o diversas ciudades escandinavas, manifiestos en numerosos paisajes de esta etapa en la que llegó a vender prácticamente todo lo que pintó (en 1964, un particular compró uno de sus personales Cristos crucificados por un importe nada desdeñable para entonces de 40 000 pesetas) o, según sus propias declaraciones, impartió clases de Pintura en la Escuela Real de Bellas Artes de Estocolmo, a la vez que se labró cierta fama como cantante, conocido con el nombre artístico de Tony, «el mejor cantante hispanoamericano [que actúa] en Suecia», que le permitió participar en un programa del principal canal de la televisión pública sueca (SVT), presentado por el popular cantante de ópera y actor Bruno Wintzell (1944-2002). Incluso el prestigioso diario Expressen le dedicó un extenso reportaje:

Tuve más oportunidades como cantante que como pintor. [Pero] lo dejé porque aquello era un lío: todo el día de un lado para otro, con horarios fijos… Cantar sin ganas es algo que me resulta insufrible. Llegué a grabar tres discos, actué en la televisión sueca, holandesa, en Dinamarca. Más tarde, me consiguieron contratos sustanciosos, pero no era capaz de cumplirlos; llegaba siempre tarde o no llegaba… Ese mundo es muy envolvente; te confieso que nunca me lo tomé en serio.

En todo caso, tampoco se produjo en esta etapa una pérdida completa de contacto del artista con su tierra natal, a la que regresaba con cierta asiduidad, sobre todo cada vez que se inauguraba alguna de las frecuentes muestras de su producción (solo en la Casa de la Cultura de la Diputación de Badajoz de la Plaza de Minayo expuso al menos en once ocasiones entre 1960 y 1979).

### Última etapa y fallecimiento (años 80-2004)

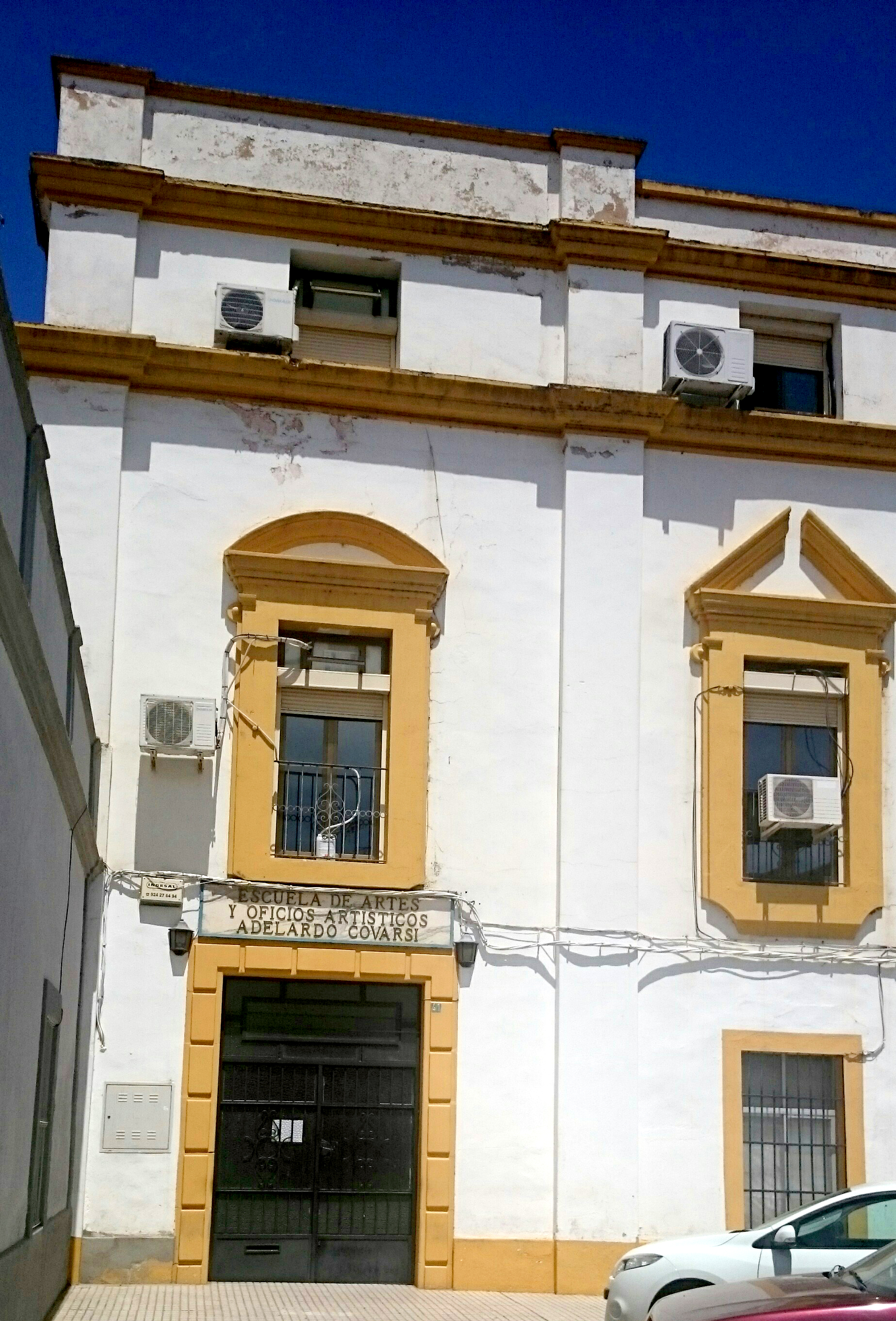
Badajoz. Vista parcial de la fachada de la "Escuela de Artes y Oficios Artísticos Adelardo Covarsí" en la que Vaquero Poblador desempeñó los cargos de profesor de Pintura desde 1984 y director desde febrero de 1989, ambos hasta su fallecimiento en 2004.

En la primavera de 1981, de vuelta en Badajoz, empezó de manera inesperada a salir con la joven Visitación Asensio Sánchez, quince años menor que él, con la que contrajo matrimonio eclesiástico el 8 de agosto en Conil de la Frontera (Cádiz), lo que supuso un cambio radical en la hasta entonces vida «bohemia» del pintor, acrecentado por el nacimiento de su única hija, Elvira, en mayo del año siguiente.
En 1984, se incorporó al claustro de profesores de la «Escuela de Artes y Oficios Artísticos Adelardo Covarsí», de la que llegó a ser director por acuerdo unánime del correspondiente Patronato de 3 de febrero de 1989, en sustitución del político local Ildefonso Sánchez Redondo.
Un mes antes (9-20 ene. 1989), se organizó en el Aula de Cultura de la Caja de Badajoz una extensa muestra de su trabajo, en la que se recogieron 41 piezas realizadas entre 1955 y 1988, representativas, según el propio autor, del esfuerzo de toda una vida que le había costado hacerse con una parcela dentro del panorama pictórico local. Ese mismo año, la Comisión Municipal de Gobierno acordó la adquisición de su cuadro Labradores con el fin de que pasara a formar parte del patrimonio artístico pacense.
Datan también de este periodo las exposiciones celebradas en la denominada «Sala L» del Banco de Bilbao (Badajoz), febrero de 1982, Biblioteca Municipal y Centro Cultural (Cádiz), marzo de 1982, Sala Artex (Badajoz), 1983, Círculo de la Concordia (Cáceres), febrero de 1984 (31 obras), Banco de Bilbao (Badajoz), 5-15 de marzo de 1985 (25 obras) o la Galería de Arte Acuarela (Badajoz), 16-28 de mayo de 1986 (17 obras).
En los años 90, se siguieron celebrando numerosas muestras del pintor, entre las que cabe reseñar las patrocinadas por la Caja de Badajoz, noviembre de 1990 (21 obras), Colegio Oficial de Arquitectos de Extremadura, mayo de 1992, Caja de Badajoz, noviembre de 1992 (30 obras), Caja de Badajoz (Almendralejo), marzo de 1993, Casa de la Cultura (Olivenza), 8-29 de agosto de 1993, Sala Mapfre (Badajoz), diciembre de 1996 (25 obras), etc.
Tras una larga enfermedad que le fue minando paulatinamente la salud, falleció en el Hospital Infanta Cristina la mañana del 3 de febrero de 2004, a los 70 años de edad. Veinticuatro horas después, se celebró un funeral en la iglesia parroquial de San Juan Bautista. Sus cenizas, según su deseo, fueron esparcidas desde el embarcadero del río Guadiana a su paso por la capital.

## Influencias, temas y estilo
Ya en el comentario dedicado a su tercera exposición en Badajoz (Casa de la Cultura de la Plaza de Minayo, noviembre de 1959), el escritor y crítico de Arte Antonio Zoido lo situó dentro «de un impresionismo nervudo y armonioso», que el pintor –prematuro seguidor de las tendencias de vanguardia de entreguerras– reflejó, con escasos matices, a lo largo de una obra «siempre dentro de una misma línea».
Surgieron así una serie de cuadros de caballete, generalmente al óleo sobre tablex o lienzo, por los que el artista hizo discurrir un sinfín de paisajes rurales y urbanos, mendigos, niños pobres, oficios a punto de desaparecer (limpiabotas, fotógrafos ambulantes, castañeras…), campesinos, exuberantes desnudos femeninos (sobre todo en los años 60)…, fija su atención en los franceses Paul Gauguin, Bernard Buffet, Raoul Dufy o Maurice de Vlaminck, Vincent van Gogh o el extremeño Godofredo Ortega Muñoz, entre otros.
Respecto a los primeros, a comienzos de los años 90, declaró:

Mi forma de entender los paisajes es desde una perspectiva eminentemente musical, basada sobre todo en el colorido y la cadencia de las notas que después transmito a mis óleos […] la gente no sabe observar la realidad de su entorno; si miraran bien, descubrirían que en el mar, en los cielos y en las puestas de sol se descubren colores increíbles, casi oníricos.

Estilísticamente, se observan cierta profusión cromática próxima al fovismo, aplicada a base de colores terrosos, azules y sienas, fuertemente contrastados, así como un uso abundante de materia pictórica, muy propios de su fase inicial, sensiblemente suavizados a raíz de su matrimonio con Visitación Asensio en agosto de 1981 y su posterior paternidad en mayo del año siguiente.
En cuanto a su pintura de temática religiosa, merecen especial mención el Poema del barrendero (1969. Óleo sobre tablex, 65 x 43 cm), El rosario de la aurora (1969. Óleo sobre tablex, 98 x 59 cm) y, sobre todo, el curioso conjunto de controvertidos Cristos crucificados de principios de los años 60, inspirados en autores como Paul Gauguin y su famoso Cristo amarillo, Pablo Picasso, la serie de Antonio Saura de 1959, etc.

## Obra seleccionada
Antonio Vaquero Poblador no cree en los ismos aunque Gaya Nuño lo haya incluido entre los fauves. Intenta aprehender el latido humano que encuentra a su alrededor, buscando sus temas entre las gentes y cosas humildes que le llegan de forma más directa, siendo su intención poetizar esos motivos.

La mayoría de las más de trescientas piezas de Vaquero Poblador conocidas hasta el momento se localizan en la actualidad en diversos organismos oficiales y colecciones particulares de Badajoz (Ayuntamiento, Diputación, Museo Provincial de Bellas Artes…), Cáceres (Círculo de la Concordia…), Cádiz, Alemania, Bélgica, Dinamarca, Estados Unidos, Finlandia, Francia, Países Bajos, Portugal, Suecia…, de las que se destacan las siguientes:
| - La niña del muñeco, 1955. Óleo sobre lienzo, 64 x 53 cm. Col. particular, Badajoz. - Amsterdam, 1957. Óleo sobre tablex, 39 x 48 cm. Col. particular, Badajoz. - Notre Dame, 1958. Óleo sobre tablex, 60 x 75 cm. Col. particular, Gévora (Badajoz). - Holanda, 1958. Óleo sobre tablex, 45 x 54 cm. Col. particular, Badajoz. - Paisaje urbano, 1959. Óleo sobre tablex, 61 x 75 cm. Col. particular, Badajoz. - San Clemente, 1959. Óleo sobre tablex, 60 x 73 cm. Col. particular, Badajoz. - Desnudo, 1960. Óleo sobre papel, 50 x 32 cm. Col. particular, Badajoz. - Moulin Rouge, 1960. Óleo sobre tablex, 60 x 74 cm. Col. particular, Badajoz. - Desnudo, 1961. Óleo sobre tablex, 60 x 73 cm. Col. particular, Badajoz. - Paisaje, 1961. Óleo sobre tablex, 60 x 69 cm. Col. particular, Badajoz. - Cristo crucificado, 1962. Óleo sobre tablex, 97 x 79 cm. Col. particular, Villanueva de la Serena (Badajoz). - Hamburgo, 1963. Óleo sobre tablex, 59 x 79 cm. Col. particular, Badajoz. - Desnudo, 1965. Óleo sobre tablex, 58 x 43 cm. Col. particular, Huelva. - Barca rota, 1966. Óleo sobre tablex, 38 x 56 cm. Col. particular, Badajoz. - Brujas, 1966. Óleo sobre tablex, 41 x 54 cm. Col. particular, Badajoz. - El mar y la vieja, 1966. Óleo sobre tablex, 60 x 44 cm. Col. particular, Badajoz. - Niña (desnudo), 1966. Óleo sobre tablex, 72 x 58 cm. Col. particular, Badajoz. - Perro y hombre, 1966. Óleo sobre tablex, 57 x 40 cm. Col. particular, Badajoz. - Puerto de Gotemburgo, 1966. Óleo sobre tablex, 60 x 74 cm. Col. particular, Badajoz. - Taberna, 1968. Óleo sobre lienzo, 80 x 100 cm. Col. particular, Badajoz. - Tacones y el muñeco de trapo, 1969. Óleo sobre tablex, 78 x 59 cm. Col. particular, Badajoz. - Desnudo, años 60. Óleo sobre tablex, 60 x 48 cm. Col. particular, Badajoz. - Niñas y cardos, 1971. Óleo sobre tablex, 90 x 60 cm. Col. particular, Badajoz. - Niños, 1972. Óleo sobre tablex, 90 x 59 cm. Col particular, Badajoz. - Cigarrera, 1974. Óleo sobre tablex, 90 x 60 cm. Col particular, Valladolid. - Nocturno de verano (Estocolmo), 1974. Óleo sobre tablex, 90 x 60 cm. Col. particular, Badajoz. - Nocturno de Badajoz, 1975. Óleo sobre tablex, 61 x 91 cm. Col. particular, Zafra. - Cartel anunciador de la Noche Gitana Extremeña, 1976. Tinta sobre papel, 53 x 37 cm. Col particular, Badajoz. - Triste senectud, 1977. Óleo sobre lienzo, 60 x 49 cm. Col. particular, Badajoz. - Concierto para un perro, 1978. Óleo sobre tablex, 60 x 49 cm. Col. particular, Badajoz. - Dibujando a Picasso, 1979. Óleo sobre lienzo, 54 x 45 cm. Col. particular, Badajoz. - Madre e hijo, 1979. Óleo sobre lienzo, 60 x 49 cm. Col. particular, Badajoz. - Niña, 1979. Óleo sobre tablex, 60 x 43 cm. Col. particular, Badajoz. - Segador, 1979. Óleo sobre lienzo, 81 x 65 cm. Col. particular, Badajoz. | - Taberna, 1979. Óleo sobre lienzo, 64 x 81 cm. Col. particular, Badajoz. - Desnudo, años 70. Óleo sobre tablex, 50 x 33 cm. Col. particular, Badajoz. - Vendedor de frutas, 1980. Óleo sobre lienzo, 81 x 64 cm. Museo de Bellas Artes de Badajoz. - Viejo con bastón, 1980. Óleo sobre lienzo, 71 x 59 cm. Col. particular, Badajoz. - Carnaval 81 (Badajoz), 1981. Óleo sobre lienzo, 63 x 78 cm. Col particular, Badajoz. - Canto de madre, 1982. Óleo sobre tablex, 61 x 44 cm. Col. particular, Badajoz. - Charcos y estación, 1983. Óleo sobre lienzo, 48 x 60 cm. Col. particular, Badajoz. - Paisaje, 1983. Óleo sobre lienzo, 45 x 54 cm. Col. particular, Badajoz. - Pozo (Conil de la Frontera), 1983. Óleo sobre tablex, 40 x 50 cm. Col. particular, Badajoz. - Figuras de otoño, 1986. Óleo sobre lienzo, 116 x 89 cm. Museo de Bellas Artes de Badajoz. - Nocturno en La Vera, 1986. Óleo sobre lienzo, 45 x 37 cm. Col. particular, Badajoz. - El Guadiana (2), 1987. Óleo sobre tablex, 25 x 30 cm (cada una). Col. particular, Badajoz. - Maternidad, 1988. Óleo sobre lienzo, 73 x 60 cm. Col. particular, Badajoz. - Paisaje, 1988. Óleo sobre lienzo, 60 x 72 cm. Col. particular, Badajoz. - Cardos, 1990. Óleo sobre tablex, 38 x 46 cm. Col. particular, Huelva. - Alfarero, 1992. Óleo sobre lienzo, 73 x 60 cm. Col particular, Badajoz. - Niños saltando o Infancia, 1992. Óleo sobre lienzo, 60 x 73 cm. Col. particular, Badajoz. - Taberna, 1992. Óleo sobre lienzo, 59 x 73 cm. Col. particular, Badajoz. - Perplejo, 1993. Óleo sobre lienzo, 72 x 58 cm. Col. particular, Badajoz. - Nocturno europeo, 1995. Óleo sobre lienzo, 81 x 100 cm. - Sesteando, 1995. Óleo sobre lienzo, 61 x 50 cm. - Taberna, 1996. Óleo sobre lienzo, 89 x 116 cm. Museo de Bellas Artes de Badajoz. - Paisaje musical, 1997. Óleo sobre lienzo, 60 x 73 cm. - El embarcadero, 1998. Óleo sobre lienzo, 60 x 73 cm. - Ribera de Caya, 1998. Óleo sobre lienzo, 89 x 116 cm. Col. particular, Badajoz. - Campesino, 2000. Óleo sobre lienzo, 73 x 60 cm. - Torre de Espantaperros, 2000. Óleo sobre lienzo, 60 x 73 cm. Diputación Provincial de Badajoz. - El pozo, 2001. Óleo sobre lienzo, 46 x 55 cm. - Niña con muñeco, 2001. Óleo sobre lienzo, 73 x 60 cm. - Nocturno de Badajoz (inacabada), 2001. Óleo sobre lienzo, 89 x 116 cm. Col. particular, Badajoz. - Silla y sombrero, 2001. Óleo sobre lienzo, 55 x 46 cm. |

### Dibujo
- Niño, 1979. Tinta sobre papel, 55 x 37 cm. Col. particular, Badajoz.
- Cacharrero, 1980. Rotulador sobre papel, 42 x 31 cm. Col. particular, Badajoz.
- La pareja, 1980. Rotulador sobre papel, 44 x 32 cm. Col. particular, Badajoz.
- La pareja, 1980. Rotulador sobre papel, 45 x 33 cm. Col. particular, Badajoz.
- Niño, 1981. Tinta sobre papel, 44 x 31 cm. Col. particular, Badajoz.
- Sembrador, 1981. Tinta sobre papel, 44 x 33 cm. Col. particular, Badajoz.

### Ilustración editorial
- Pacheco, Manuel (1960). Poemas al hijo. Badajoz: Diputación Provincial. Imagen de cubierta más tres ilustraciones interiores.
- Pacheco, Manuel (1960). Todavía está todo todavía. Orense: Colección Marina. Imagen de cubierta más un retrato del autor.
- VV. AA. (1960). Ángelus – Primera antología de poetas pacenses. Zafra: Diputación Provincial.
- Delgado Valhondo, Jesús (1961). Primera Antología. Badajoz: Diputación Provincial. Imagen de cubierta más tres ilustraciones interiores.
- Pacheco, Manuel (1961). Poesia na Terra. Lisboa: Panorâmica Poética Luso-Hispânica. Imagen de cubierta más cuatro ilustraciones interiores.
- Arruda, Eunice (1963). Outra Dúvida. Lisboa: Panorâmica Poética Luso-Hispânica. Dos ilustraciones interiores.
- Marques, Hortense (1963). Cântico de Amor Perdido. Lisboa: Panorâmica Poética Luso-Hispânica. Dos ilustraciones interiores.
- Marques, José dos Santos (1963). Quiero ser libre para amar. Bilbao: Gráficas Castilla. Dos ilustraciones interiores.
- Conde Berrón, Félix (1970). Mis días primeros. Zafra (Badajoz): Industrias Tipográficas Extremeñas. Imagen de cubierta.
- Álvarez Lencero, Luis (1971). Juan Pueblo. Badajoz: Imp. Doncel Industrias Gráficas. Imagen de cubierta.
- Pagador Otero, José M.ª (1973). Circunstancia del polvo. Diputación Provincial de Badajoz: Institución Cultural "Pedro de Valencia". ISBN 8450059070. Imagen de cubierta.
- Díez García, Antonio Román (1975). Polvo y luz de cada día. Diputación Provincial de Badajoz: Institución Cultural "Pedro de Valencia". ISBN 8450066522. Imagen de cubierta más tres ilustraciones interiores.
- Pacheco, Manuel (1977). Nunca se ha vivido como se muere ahora. Bilbao: Zero-Zyx. Antología. Ilustración interior.
- Darlin, Sergio (mar. 1979). «Manuel Pacheco, 30 años en la poesía». Alminar. Autógrafos de poetas extremeños (Diputación Provincial de Badajoz: Institución Cultural "Pedro de Valencia") (3): 8-9. Ilustración.
- Díez García, Antonio Román (1979). De tierra adentro. Diputación Provincial de Badajoz: Institución Cultural "Pedro de Valencia". ISBN 8440056133. Imagen de cubierta más dos ilustraciones interiores.
- Espada, Carlos (1979). Tres en uno. Badajoz: Universitas Editorial. ISBN 8485583035. Imagen de cubierta más dos ilustraciones interiores.
- Pérez Reviriego, Miguel (1979). Versos por la calle. Fregenal de la Sierra (Badajoz): Imp. Ángel Verde. ISBN 978-8430008438. Ilustración interior.
- Pagador Otero, José M.ª (1980). El instante habitado (59). Salamanca: Colección Álamo. ISBN 8430026800. Retrato del autor.
- VV. AA. (1985). Antología poética – Fuente de Cantos. Badajoz: Diputación Provincial. ISBN 8450519411. Siete ilustraciones interiores.
- Zoido, Antonio (1985). Niño y Dios. Caja de Badajoz. ISBN 978-8439856559. Ilustración interior.
- Pacheco, Manuel (1991). Poemas para leer la pintura de Vaquero Poblador. Badajoz: Bartolomé Gil Santacruz. Diez ilustraciones interiores.
- Díez García, Antonio Román (1994). A manera de tránsito. Mérida (Badajoz): Editora Regional de Extremadura. Tres ilustraciones interiores.
- López García, Cosme. Ventana de socorro. Dos ilustraciones interiores.
- VV. AA. (1994). Cuentos extremeños de hoy. Badajoz: Diputación Provincial. Diez ilustraciones interiores.
- Díez García, Antonio Román (1996). Visión de fondo. Caja de Badajoz. ISBN 8488956134. Imagen de cubierta más cuatro ilustraciones interiores.

## Exposiciones

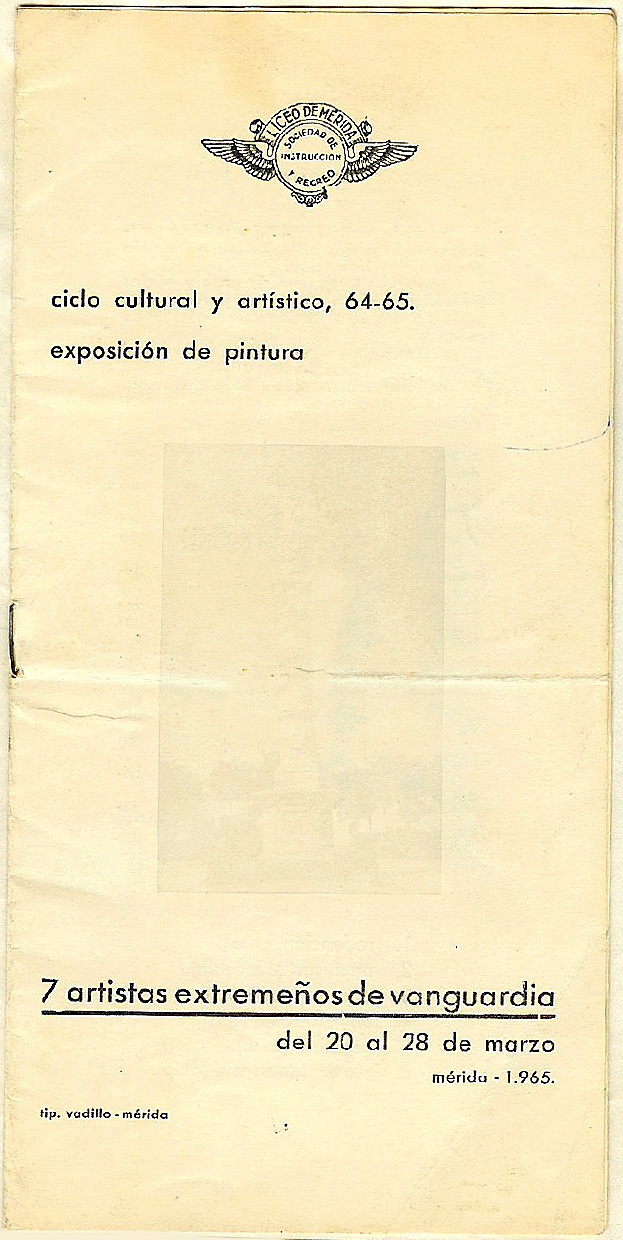
"Componen la muestra veintinueve cuadros […] de los pintores José Antonio Ferreiro, Victoriano Martínez Terrón, Julio Moriñigo del Barco, Juan José Narbón, Francisco Pedraja, Guillermo Silveira y Antonio Vaquero Poblador".

### Algunas colectivas
- «Exposición de Pintores Extremeños en Homenaje a Zurbarán». Agrupación Nacional Sindical de Bellas Artes (ANSIBA). Casa de la Cultura de la Diputación Provincial. Plaza de Minayo. Badajoz, 27 de noviembre-diciembre de 1964.[59]
- «Siete Artistas Extremeños de Vanguardia». Sala de exposiciones de la Sociedad de Instrucción y Recreo Liceo de Mérida (Badajoz), 20-28 de marzo de 1965.
- «Exposición Antológica de Pintores Extremeños Contemporáneos» (primera salida). Cátedra López Prudencio. Círculo de Artesanos. Don Benito (Badajoz), noviembre-diciembre de 1967.
- «Pintura Contemporánea Extremeña: Tendencias Actuales» (itinerante). Museo Provincial de Bellas Artes. Badajoz, junio-septiembre de 1983.
- Exposición de artistas extremeños. Amberes (Bélgica), Europalia 85.
- Exposición inaugural de la Sala Acuarela. Badajoz, 28 de febrero-marzo de 1986. Concurrieron también a la muestra los pintores locales Leopoldo Gragera, Francisco Pedraja, Guillermo Silveira, Santiago Morato, María Teresa Romero, Fernández Moreno o Enrique Parra, entre otros.[60]
- Exposición inaugural de la Sala de Arte Ceberino Franco. Badajoz, 27 de abril-16 de mayo de 1995.

### Individuales (selección)
Según el catálogo publicado por María Teresa Rodríguez Prieto a raíz de la muestra antológica póstuma celebrada en el Museo Provincial de Bellas Artes de Badajoz del 20 de septiembre al 18 de noviembre de 2007, algunas de las numerosas exposiciones individuales realizadas en vida del artista fueron:
- «Exposición Vaquero Poblador». Casa de la Cultura. Palacio de la Isla. Cáceres, marzo de 1959.
- «Exposición Vaquero Poblador». Sala de exposiciones de la Sociedad de Instrucción y Recreo Liceo de Mérida (Badajoz), abril de 1959.
- «Exposición de Pinturas: Antonio Vaquero Poblador». Casa de la Cultura de la Diputación Provincial. Plaza de Minayo. Badajoz, clausurada el 30 de noviembre de 1959.[61]
- «Exposición Vaquero Poblador». Casa de la Cultura de la Diputación Provincial. Plaza de Minayo. Badajoz, 1960.
- «22 óleos de Vaquero Poblador». Sala de exposiciones del Círculo Medina. Madrid, 8-17 de noviembre de 1960.
- «Vaquero Poblador Presenta 24 Óleos». Sala de exposiciones de la Diputación Provincial. Cáceres, marzo de 1962.
- «Exposición de Óleos Vaquero Poblador». Casa de la Cultura de la Diputación Provincial. Plaza de Minayo. Badajoz, marzo de 1963.
- «Exposición Poblador». Real Sociedad Económica Extremeña de Amigos del País. Badajoz, 15-25 de noviembre de 1963.
- «Exposición de Pintura de Poblador». Casa de la Cultura de la Diputación Provincial. Plaza de Minayo. Badajoz, noviembre de 1966.
- «Exposición de Pintura de Poblador». Casa de la Cultura de la Diputación Provincial. Plaza de Minayo. Badajoz, abril de 1969.
- «Exposición de Pintura de Poblador». Peña del Sombrero. Málaga, 31 de octubre-9 de noviembre de 1969.
- «Exposición de Óleos de Vaquero Poblador». Casa de la Cultura de la Diputación Provincial. Plaza de Minayo. Badajoz, mayo de 1971.
- «Óleos de Vaquero Poblador». Casa de la Cultura de la Diputación Provincial. Plaza de Minayo. Badajoz, mayo de 1973.
- «Óleos de Vaquero Poblador». Casa de la Cultura de la Diputación Provincial. Plaza de Minayo. Badajoz, marzo de 1975.
- «Óleos de Vaquero Poblador». Casa de la Cultura de la Diputación Provincial. Plaza de Minayo. Badajoz, 3-10 de abril de 1978.
- «Óleos de Antonio Vaquero Poblador». Sala de exposiciones del Monte de Piedad y Caja General de Ahorros de Badajoz, 24 de abril-8 de mayo de 1980.
- «Óleos de Vaquero Poblador». Sala de exposiciones del Banco de Bilbao. Badajoz, 5-15 de marzo de 1985.
- «Óleos de Vaquero Poblador». Galería de Arte Acuarela. Badajoz, 16-28 de mayo de 1986.
- «Exposición Antológica Vaquero Poblador (Óleos de 1955 a 1988)». Caja de Badajoz, 9-20 de enero de 1989.
- «Óleos de Vaquero Poblador». Colegio Oficial de Arquitectos de Extremadura. Badajoz, mayo de 1992.
- «Óleos de Vaquero Poblador». Casa de la Cultura. Olivenza, 8-29 de agosto de 1993.
- «Antonio Vaquero Poblador». Sala de exposiciones de la Diputación Provincial. Badajoz, 30 de abril-10 de mayo de 2001.

## Premios y reconocimientos

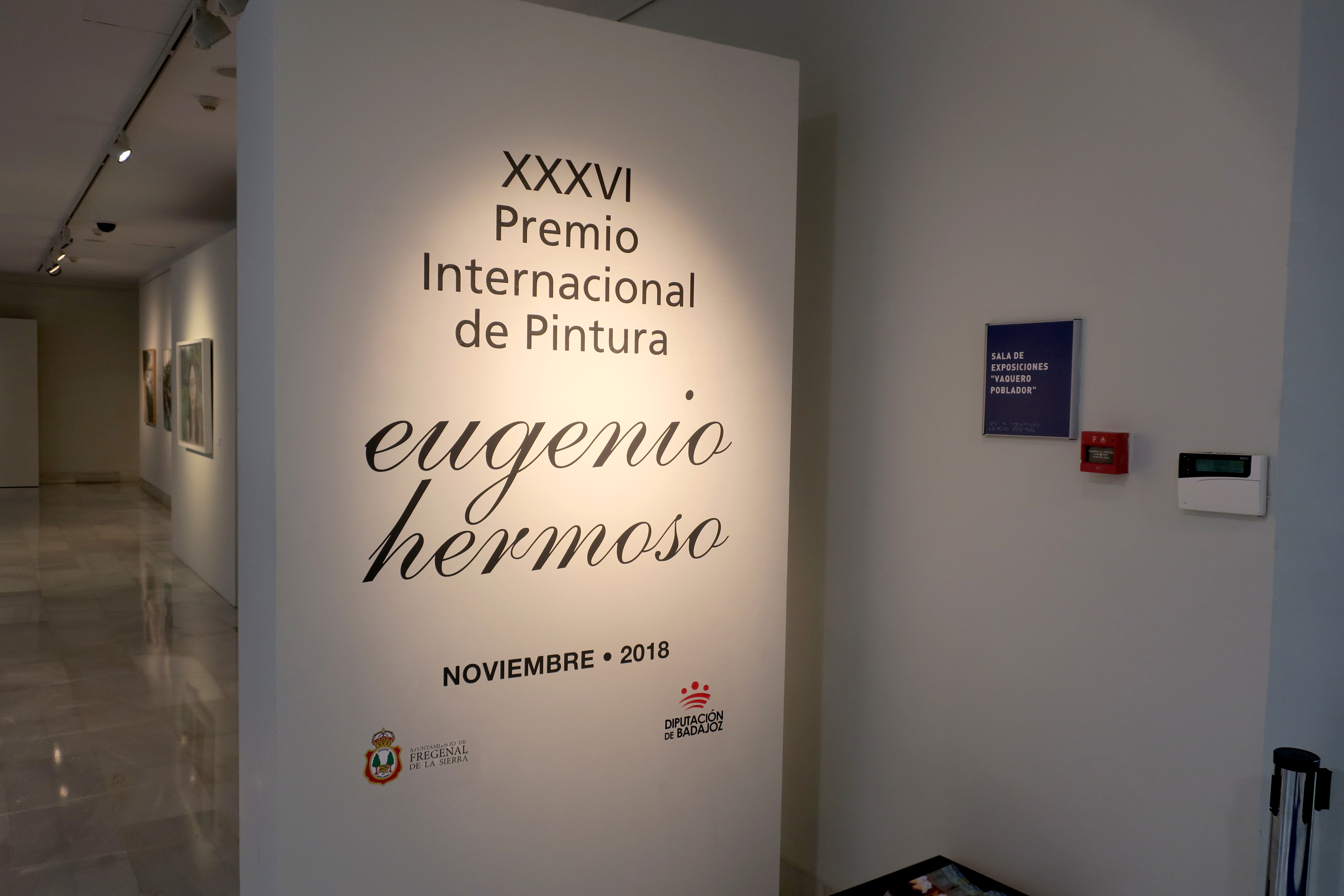
Badajoz. Diputación Provincial. Sala de exposiciones "Vaquero Poblador".

- Premio de la «I Exposición Provincial de Arte» por La niña del muñeco, 1955. Badajoz, 1956.
- Medalla de Plata del «Primer Concurso Regional de Pintores Extremeños». Badajoz, 1957.
- Primer Premio de Pintura del «VIII Concurso Provincial de Arte de la Obra Sindical de Educación y Descanso». Badajoz, 1958.
- Premio Especial del «XII Concurso Nacional de Pintura». Málaga, 1959.
- Ganador del «I Premio Internacional de Pintura Borinage». Bruselas (Bélgica), 1961.
- Finalista del «II Concurso Nacional de Pintura Acento». Madrid, 1962.
- Un accésit del «III Concurso de Pintura Eugenio Hermoso» por Taberna, 1979. Fregenal de la Sierra (Badajoz), diciembre de 1984.[62]
- Ganador del «Premio Nacional de Pintura Adelardo Covarsí» por Figuras de otoño. Badajoz, febrero de 1987.

### Otras distinciones
- En junio de 1978, la Asociación de la Prensa local le concedió la «i de Importante de Badajoz» en reconocimiento a su labor artística. La entrega de distinciones se efectuó en el transcurso de una cena celebrada en el Hotel Zurbarán el día 23.[31]
- Pocos meses después de su fallecimiento en 2004, según el acta de la sesión ordinaria celebrada por la Diputación Provincial el 28 de mayo de ese año, se aprobó por unanimidad que la sala de exposiciones de la institución pasara a denominarse en adelante «"Vaquero Poblador", en homenaje póstumo al insigne pintor extremeño».[63]
- También tras su muerte (3 feb. 2006), el Ayuntamiento de Badajoz acordó dedicar una calle al artista,[53] si bien no existe hasta ahora placa alguna que la identifique como tal.

## Hemerografía
- Barrado, Mercedes (1 abr. 1991). «Así que pasen cinco lustros». Hoy. Siete pintores vuelven a exponer juntos después de 26 años (Badajoz): 7.
- Barrera, L. (21 sep. 2007). «La aventura de Vaquero Poblador». El Periódico Extremadura (Cáceres).
- Cortés, A. (jun. 2000). «El primer hippy de Extremadura». Nuevo Guadiana (Badajoz: Diputación Provincial) (14): 29.
- Díaz Santillana, Santos (28 mar. 1965). «"Siete Artistas Extremeños de VANGUARDIA": Una atractiva e interesante exposición». Hoy. De actualidad (Badajoz): 12.
- Duque, José Carlos (1 abr. 1976). «Vaquero Poblador: "Las bases de la Bienal Extremeña de Pintura son absurdas"». Hoy (Badajoz): 13.
- EFE (22 sep. 2007). «Cien obras del pintor Antonio Vaquero Poblador se exponen en el Museo de Bellas Artes de Badajoz». Hoy (Badajoz).
- Fernández Pousa, Ramón (abr. 1961). «Ángelus». El Libro Español (Madrid: Instituto Nacional del Libro). IV (40): 194. ISSN 0024-273X.
- Herrera Morillas, José Luis; Fernández Falero, María del Rosario (may.-ago. 2002). «Los catálogos de exposiciones en Badajoz: recopilación y estudio bibliográfico». Revista de Estudios Extremeños (Badajoz: Servicios Culturales de la Excma. Diputación Provincial). LVIII (II): 606, 630. ISSN 0210-2854.
- León Rejas, Fernando (6 abr. 2016). «Vaquero pervive en el Luis de Morales». El Periódico Extremadura (Cáceres).
- Miguel Veríssimo (6 abr. 2016). «Badajoz vuelve a dar la bienvenida al maestro Vaquero Poblador». Hoy (Badajoz).
- REDACCIÓN (9 may. 1959). «Vaquero Poblador seleccionado en el Concurso Nacional de Pintura "Acento"». Hoy. Arte (Badajoz).
- REDACCIÓN (1 dic. 1959). «Hoy se inaugura la exposición de Silveira García-Galán – Ayer clausuró la suya el pintor Vaquero Poblador». Hoy. Vida pacense (Badajoz): 2.
- REDACCIÓN (21 sep. 1985). «El Museo de Badajoz cede cuadros para "Europalia"». Hoy (Badajoz): 17. Se expusieron obras, entre otros, de Eugenio Hermoso, Adelardo Covarsí, Timoteo Pérez Rubio, Ortega Muñoz, Antonio Juez, Bonifacio Lázaro, Eduardo Acosta, Guillermo Silveira, Francisco Pedraja, Manuel Santiago Morato, Eduardo Naranjo y Vaquero Poblador (El vendedor de frutas, 1980. Óleo sobre lienzo, 81 x 64 cm). V. t.: REDACCIÓN (1983). «El Museo de Badajoz, caso único en España». Hoy (Badajoz): 14.
- REDACCIÓN (4 feb. 2004). «Muere el pintor Antonio Vaquero Poblador». El Periódico Extremadura (Cáceres).
- Segura Covarsí, Enrique (may.-ago. 1980). «Los óleos de Antonio Vaquero». Revista de Estudios Extremeños. Noticias (Badajoz: Servicios Culturales de la Excma. Diputación Provincial). XXXVI (II): 431-432. ISSN 0210-2854.
- Valdivia, José Ramón (12 nov. 1992). «Vaquero Poblador profundiza en la cadencia y la musicalidad del paisaje». El Periódico Extremadura (Cáceres).
- Vega, Maite (27 jul. 1989). «Vaquero Poblador da la vuelta a la Escuela de Artes y Oficios». Hoy (Badajoz): 17.
- Zoido, Antonio (4 dic. 1964). «Exposición de pintores extremeños en homenaje a Zurbarán». Hoy (Badajoz): 4.
- Zoido, Antonio (may. 1974). «La V Bienal Extremeña de Pintura». Bellas Artes (Madrid: Dirección General de Bellas Artes) (33): 48-49. ISSN 0210-0495.
- Zoido, Antonio (14 ene. 1989). «La exposición antológica de Vaquero Poblador». Hoy (Badajoz).
- Zoido, Antonio (1999). «Aportación extremeña al Arte moderno y actual». Boletín de la Real Academia de Extremadura de la Artes y las Letras. 10: 55-89. ISSN 1130-0612.